# Табер, Жан-Луи

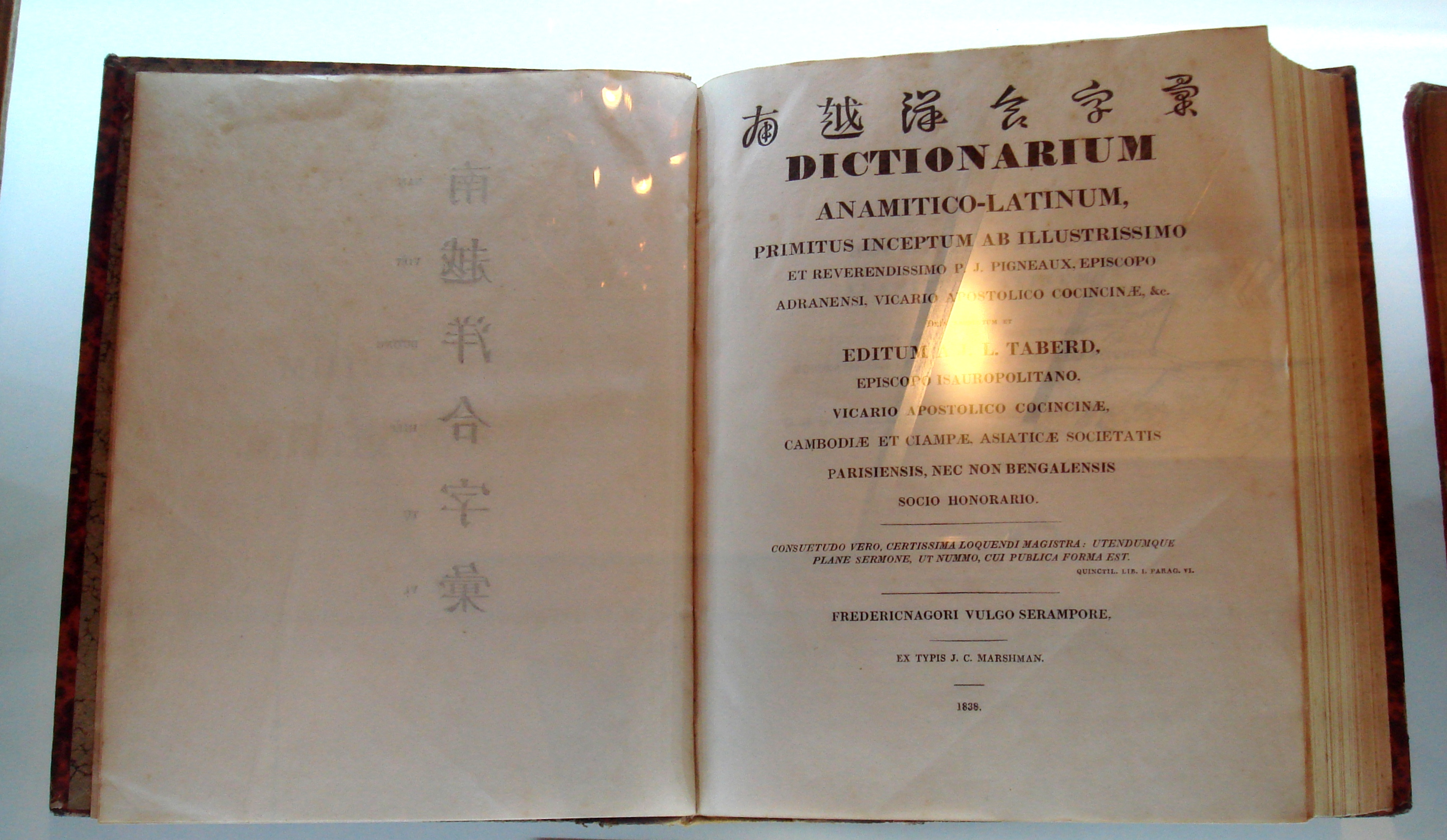
Словарь Dictionarium Anamitico Latinum, 1838

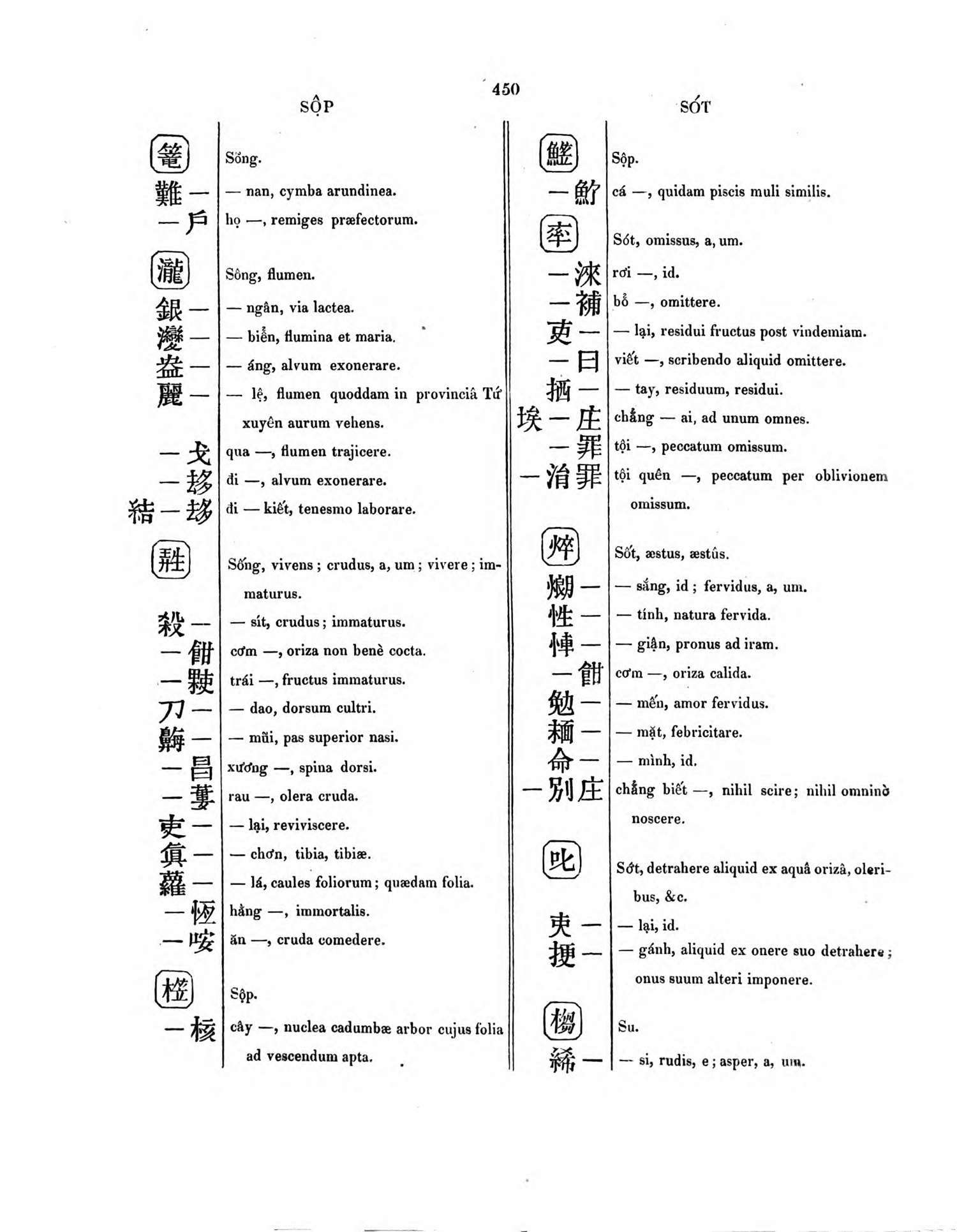
Страница из словаря Dictionarium Anamitico Latinum, 1838

Жан-Луи́ Табе́р (фр. Jean-Louis Taberd; 18 июня 1794, Сент-Этьен, Франция — 31 июля 1840, Кохинхина (сегодня — Вьетнам) — французский католический миссионер, член Парижского общества заграничных миссий, лингвист, апостольский ординарий апостольского викариата Калькутты, титулярный епископ Изаурополиса.

## Биография
Жан-Луи Табер родился 18 июня 1794 года в Сент-Этьене во Франции. В 1817 году был рукоположён в священника в Лионе. В 1820 году вступил в Парижское общество заграничных миссий, после чего был направлен в Кохинхину (современный Вьетнам). В 1827 году был назначен апостольским викарием апостольского викариата Кохинхины. В 1830 году был рукоположён в епископа.
После начала гонений на христиан со стороны вьетнамского императора Минь Манга был вынужден покинуть Кохинхину и поселиться в Калькутте, где исполнял обязанности апостольского ординария апостольского викариат Калькутты. В Калькутте Жан-Луи Табер при поддержке Азиатского общества стал заниматься Латинско-вьетнамским словарём, который был издан в 1838 году. При работе над словарём Жан-Луи пользовался рукописями словарей, составленных другими французскими миссионерами — Алесандром де Родом и Пьером Пиньо.
Жан-Луи написал также другие труды по лингвистике и географии Вьетнама.

## Сочинения
- Dictionarium Latino-Annamiticum completum et novo ordine dispositum (Latin-Vietnamese dictionnary), 1838
- Dictionarium Anamitico-Latinum, primitus inceptum ab illustrissimo P.J. Pigneaux, dein absolutum et ed. a J. L. Taberd, Serampore, 1838
- The Geography of Cochin China
- Notes on the Geography of Cochin China, Journal of the Asiatic Society of Bengal 6/7 (1837/39)

## Источник
- Asiatic journal, Том 33, стр. 95 (англ.)